# Escorxador (les Franqueses del Vallès)
L'Escorxador és una obra del municipi de les Franqueses del Vallès a la comarca del Vallès Oriental inclosa en l'Inventari del Patrimoni Arquitectònic de Catalunya.

## Descripció
És un edifici aïllat de planta baixa. Té una estructura basilical coberta a dues aigües. L'edifici està construït amb maó, en els emmarcaments de finestres es fa servir el maó vist de color vermell, la resta està pintada en blanc. L'edifici està envoltat d'un barri tancat on hi ha la porta d'accés. A la cara principal hi ha la inscripció: «Matadero Municipal costeado por D. Juan Sampera i Torras año 1913», i dues flors decoratives d'estil modernista. A la mateixa façana hi ha tres finestres d'arc rebaixat, fetes de maó. A l'esquerra un petit cos annexa amb finestra d'arc escalonat.

## Història
L'edifici es va acabar de construir l'any 1913, tal com ens ho indica la placa commemorativa. L'arquitecte, Albert Juan i Tornes es va encarregar de l'obra, l'any anterior havia edificat les escoles i ajuntament de les Franqueses. En ambdós casos, Joan Sampera i Torras es va fer càrrec de les despeses dels edificis. A l'època de la construcció es va cercar un lloc apartat del nucli de població, però, actualment s'ha quedat gairebé al centre.